# 1751 Herget
1751 Herget је астероид главног астероидног појаса чија средња удаљеност од Сунца износи 2,789 астрономских јединица (АЈ).
Апсолутна магнитуда астероида је 12,2.